# Jiang Jin
Jiang Jin (en xinès: 江津; en pinyin: Jiāng Jīn) va néixer a Tianjin el 17 d'octubre de 1968 i és un exfutbolista xinès que jugava com a porter. Actualment forma part del cos tècnic del Pudong Zobon FC.
Jiang Jin va debutar en el futbol el 1987 al Bayi Football Team, en el qual va romandre fins al 1999. El 2000 fitxa pel Tianjin Teda FC i va romandre allí fins al 2002. De 2003 a 2004 va jugar pel Shaanxi Neo-Xina Chanba FC i, en els seus últims anys com a futbolista, juga pel Pudong Zobon F.C. des de 2005 fins al 2007, on anuncia la seva retirada definitiva del futbol. També va ser internacional amb la Selecció de futbol de la Xina des de 1993 fins al 2002, on va jugar la Copa Mundial de Futbol de 2002.
El seu germà, Jiang Hong és també un exporter i va jugar en la selecció de la Xina.

## Participacions internacionals
| Torneig                        | Seu                  | Resultat     |
| ------------------------------ | -------------------- | ------------ |
| Copa Asiàtica 2000             | Líban                | Quart lloc   |
| Copa Mundial de Futbol de 2002 | Corea del Sud i Japó | Primera fase |

## Clubs
| Club               | País | Any         |
| ------------------ | ---- | ----------- |
| Bayi Football Team | Xina | 1987 - 1999 |
| Tianjin Teda F.C.  | Xina | 2000 - 2002 |
| Shaanxi Zhongjian  | Xina | 2003 - 2004 |
| Pudong Zobon F.C.  | Xina | 2005 - 2007 |

## Palmarès

### Honoris individuals
- 2000 Millors Onze de la Copa Asiàtica 2000.